# Microregione di Salgado
La Microregione di Salgado è una microregione dello Stato del Pará in Brasile, appartenente alla mesoregione di Nordeste Paraense.

## Comuni
Comprende 11 comuni:
- Colares
- Curuçá
- Magalhães Barata
- Maracanã
- Marapanim
- Salinópolis
- São Caetano de Odivelas
- São João da Ponta
- São João de Pirabas
- Terra Alta
- Vigia